# Хосе Луїс Массера
Хосе́ Луї́с Массе́ра (Масера, ісп. José Luis Massera; 8 червня 1915, Генуя, Італія — 9 вересня 2002, Монтевідео, Уругвай) — уругвайський революціонер, інженер і математик, відомий своїми дослідженнями з теорії стійкості диференціальних рівнянь, функції Ляпунова та запропонованою ним лемою, що отримала його ім'я.

## Життєпис
Народився в Італії в сім'ї уругвайців завдяки чому й отримав уругвайське громадянство. Вступив на інженерний факультет Університету Республіки в Монтевідео. Розпочав викладацьку роботу там само ще до формального закінчення навчання. Разом з Рафаелем Лагардіа 1942 року заснував Інститут математики та статистики Університету Республіки.
Автор багатьох робіт з диференціальних рівнянь, зокрема дослідження лінійних диференціальних рівнянь у співавторстві з Хуаном Хорхе Шеффером. Отримав почесні титули доктора наук Римського університету ла Сап'єнца, Берлінського університету імені Гумбольдта, Університету Ніцци, Гаванського університету тощо.

## Політична діяльність
Політичною діяльністю зайнявся ще студентом, під час Другої світової війни був генеральним секретарем Уругвайського комітету допомоги СРСР та його союзникам і приєднався до Комуністичної партії Уругваю. В ній став членом ЦК (від 1945), Виконавчого комітету та Секретаріату (від 1955). Після війни керував діяльністю Руху прихильників миру, від 1950 року був членом Світової ради миру.
Від 1961 року очолював Інститут соціальних досліджень при ЦК КПУ. 1962 року обраний депутатом від КПУ в складі Лівого фронту звільнення (ФІДЕЛ), в 1966 і 1971 роках — переобраний. Разом з партією 1971 року ввійшов до Широкого фронту, від 1973 року перебував у його керівництві.
Після встановлення в червні 1973 року в країні диктатури перейшов на нелегальне становище. Заарештований 22 жовтня 1975 року, протягом року перебував у карцері і зазнав тортур, а потім був засуджений до двадцяти чотирьох років тюремного ув'язнення. Випущений із в'язниці 1984 року під тиском широкої міжнародної кампанії за його звільнення.
У 1980-х і 1990-х Массера, якому раніше належали численні роботи в галузі марксистської думки («Наука, освіта, революція»; 1970), бере активну участь у полеміці як з латиноамериканськими авторами, так і з європейськими з приводу оновлення марксизму. У другій половині 1990-х присвячує себе організації марксистських семінарів у Сорбонні та інших академічних центрах. Від 1996 року до смерті був редактором журналу «Теза XI» (ісп. Tesis XI). 1997 року отримує мексиканську премію за розвиток наук і технологій.

## Пам'ять
На його честь 13 квітня 2017 року назвали астероїд 10690 Massera, відкритий американським астрономом Боббі Басом на австралійській обсерваторії Сайдинг-Спрінг 1981 року.